# Live at the Gaslight 1962
Live at the Gaslight 1962 é um álbum gravado ao vivo pelo cantor Bob Dylan, lançado a 30 de Agosto de 2005.

## Faixas
Todas as faixas são Tradicionais; adaptadas e arranjadas por Bob Dylan, exceto onde anotado
1. "A Hard Rain's A-Gonna Fall" – 6:40
2. "Rocks and Gravel" – 4:58
3. "Don't Think Twice, It's All Right" – 3:09
4. "The Cuckoo (Is a Pretty Bird)" (Arranj. de Clarence Ashley) – 2:18
5. "Moonshiner" – 4:05
6. "Handsome Molly" – 2:44
7. "Cocaine" (Arranj. de Rev. Gary Davis) – 2:56
8. "John Brown" – 5:53
9. "Barbara Allen" – 7:49
10. "West Texas" – 5:37